# Feldflieger-Abteilung 59
Feldflieger-Abteilung Nr. 59 – FFA 59 (Polowy oddział lotniczy nr 59) – jednostka obserwacyjna i rozpoznawcza lotnictwa niemieckiego Luftstreitkräfte z początkowego okresu I wojny światowej.

## Informacje ogólne
Jednostka została utworzona na początku I wojny światowej, w dniu 8 maja 1915 roku w Fliegerersatz Abteilung Nr. 5. Jednostka uczestniczyła w walkach na froncie wschodnim oraz zachodnim. 
29 listopada 1916 roku jednostka została przeformowana i zmieniona w Fliegerabteilung 269 (Artillerie) - (FA A 2869).